# دلفین‌ماهی پومپانو
دلفین‌ماهی پومپانو (نام علمی: Coryphaena equiselis) نام یک گونه از سرده دلفین‌ماهیان است.